# John Brander

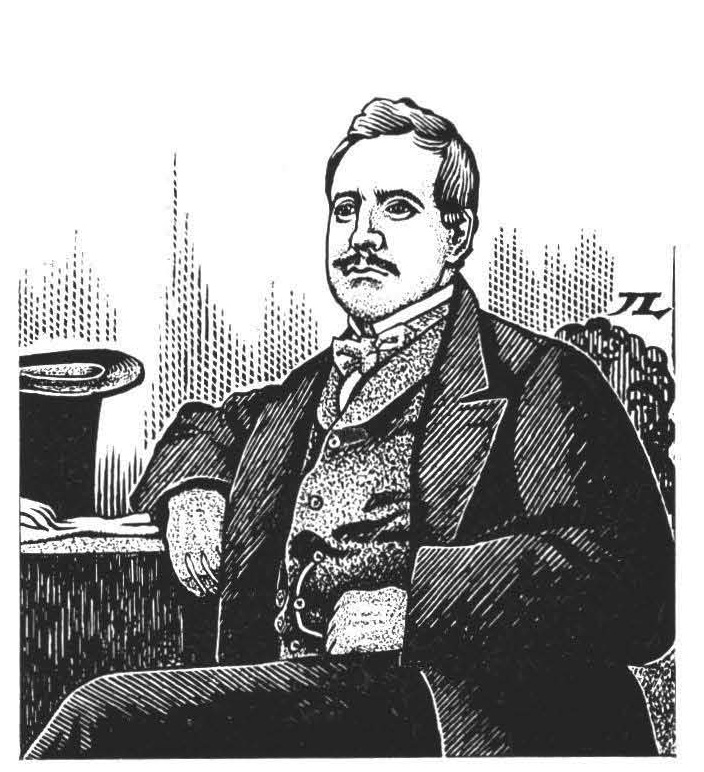
John Brander (ca. 1865)

John Brander (* 26. Mai 1817 in Pitgaveny bei Elgin, Schottland; † 15. Juli 1877 in Papeete, Tahiti) war ein schottischer Kaufmann und Reeder, der insbesondere im Südpazifik engagiert war.

## Leben
John Brander wurde 1817 als uneheliches Kind eines Gutsbesitzers geboren und wuchs auf Pitgaveny bei Elgin in Morayshire, (Schottland) auf. Als junger Mann rettete er seinen älteren Halbbruder vor dem Ertrinken, wofür dieser sich bei ihm mit £ 400 bedankte. 
Ehrgeizig und angetrieben, dem Stigma seiner Geburt zu entfliehen, benutzte John das Geld, um nach Tasmanien und Tahiti zu segeln. Dort gründete er das „House of Brander“, das sich bald zum größten und erfolgreichsten Handelshaus im Südpazifik entwickelte. Auf Tahiti, den Marquesas und den Cookinseln hatte er Kokosplantagen, ließ Kaffee, Baumwolle und Orangen anbauen, besaß eine Zuckerraffinerie, betrieb Perlenfischerei und entwickelte mit seiner eigenen Schonerflotte den Handel zwischen den verschiedenen Inseln und Inselgruppen Polynesiens, Nord- und Südamerika und Europa. 
Als Großgrundbesitzer gehörte er zu den Honoratioren der Insel Tahiti. 1856 ging er eine Partnerschaft mit Alexander Salmon ein und heiratete dessen Tochter Titaua (1842–1898) aus Alexanders Verbindung mit Prinzessin Oehau (1821–1897), der Adoptivschwester Königin Pomarés IV. Aus dieser Ehe wurden ihm zwischen 1856 und 1876 neun Kinder geboren. 
Auf der Osterinsel gründete er eine große Schaffarm zur Erzeugung von Exportwolle. Mit der Durchführung beauftragte er 1868 den Franzosen Jean-Baptiste Dutroux-Bornier, durch dessen gewaltsame Ausweitung der Weideflächen die Ureinwohner der Insel in ihrem Lebensraum stark eingeschränkt und dezimiert wurden. Nach Dutroux-Borniers Tötung 1876 wurde das Land der Osterinsel nach langem Rechtsstreit vor französischen Gerichten John Brander und seinen Erben zugesprochen. Dieses erlebte Brander jedoch nicht mehr, da er 1877 auf Tahiti verstarb. 
Branders älteste Tochter Margaret heiratete am 18. April 1872 in Papeete den Hamburger Kaufmann und kaiserlichen Konsul Heinrich August Schlubach und zog mit ihm nach Chile.

## Nachweise und Weblinks
- Midatlantic Blog, Episode 6: Here comes the cavalry, 25. Januar 2011